# Петро III Монг
Патріарх Петро III Монг (грец. Πατριάρχης Πέτρος Γ΄ Μογγός пом. 490) — патріарх Олександрійський (482—490 за грецькою традицією; 477—490 за коптською традицією), видатний діяч антихалкидонської партії в Олександрійській церкві.

## Біографія

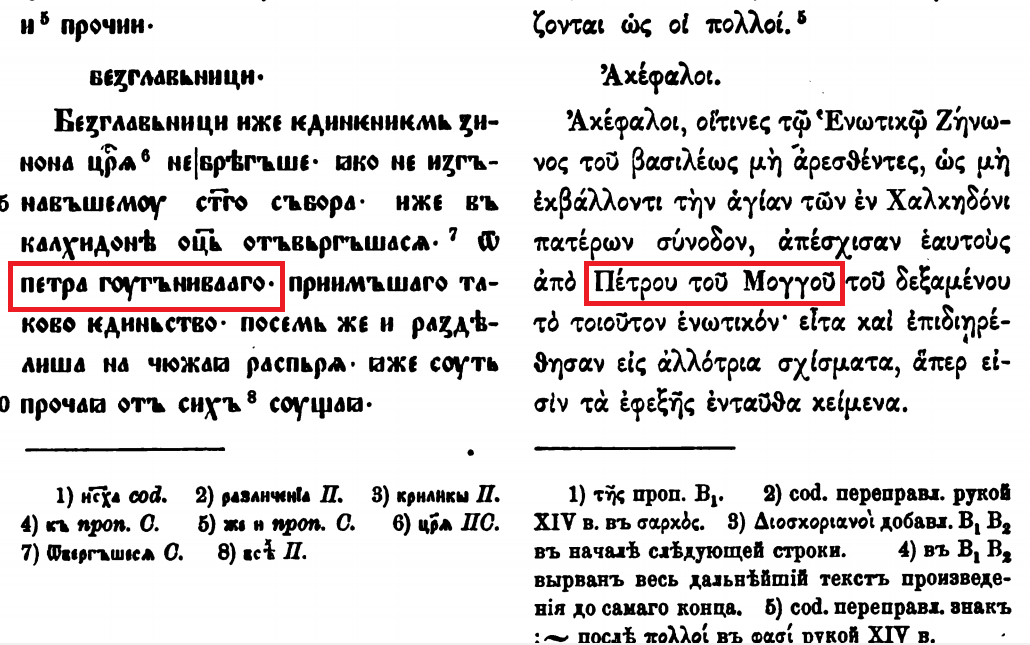
Тимофей Константинопольский о акефалах #і о Петре Монге (Гугнивом) у книзі Бенешевича У. Н. Древнеславянская кормчая XIV титулів без тлумачення. СПб, 1907.Т. 1.

Після Халкідонського собору Петро Монг активно захищав міафізитську христологію і виступав проти вчення Халкедонського собору, прийнявши кафедру в 477 році після смерті патріарха Тимофія II Елура. Однак візантійський імператор Зенон захотів знову бачити олександрійським патріархом Тимофія Салофакіола (халкидоніта, який змінив Тимофія II Елура в 460 році) і засудив Монга до смертної кари. Монг втік і переховувався до 482 року.
У 481 році Іоанн Талайа змінив Тимофія Салофакіола на патріаршому престолі. Але коли Іоанн відмовився підписати «Формулу єдності» — Енотікон імператора Зенона, імператор вигнав його і погодився визнати Петра Монга в якості законного Патріарха — за умови, що той підпише Енотікон. Монг підкорився. Після того як Монг став правлячим єпископом, він підписав примирливий документ і відправив повідомлення про своє правонаступництво іншим патріархам. Патріарх Акакій Константинопольський вніс його в диптихи як Патріарха Олександрійського. Тимофій Константинопольський повідомляє про те, що, коли в 482 році Петро Монг підписав «Енотікон» імператора Зенона, який не містив анафеми Халкедонського собору, незгодні монофізити відокремилися з цієї причини від Петра Монга, а так як вони не мали єпископів (глав християнської громади), то отримали назву «безголові» (акефали).
Папа Сімпліцій (468—483) відразу ж запротестував проти прийняття «єретика» Петра Монга в церковне спілкування і зажадав, щоб це прийняття було скасовано. Іоанн Талая втік до Риму, де був зустрінутий папою Феліксом III, який відмовився визнати Монга і захистив права Талаї. У Римі Петру Монгу дорікали в тому, що він є прихильником Євтихія, засудженого в Халкидоні. Фелікс III відправив посольство в Константинополь і зажадав від Акакія отримати відповідь перед папським судом. Римський собор оголосив патріарха Акакія позбавленим кафедри, оскільки він, на думку папи, «підтримує церковне спілкування з єретиком Петром Монгом». Цей розкол, який тривав до 519 року, отримав назву «Акакіанська схизма».

## Кормча книга
У Кормчій книзі ім'я грец. Πέτρος Μογγός було переведено як староцерк.-слов. [] Помилка: {{Lang}}: немає тексту (допомога) Петро Гѹгнівий — Петро Гугнявий (μογί-λᾰλος — «недорікуватий»).

## В пізніших легендах
Деякі дослідники вважають, що ім'я «відомого єресіарха» Петра Монга було перенесено на міфічного засновника «єресі латинян» — Петра Гугнивого, який нібито жив незабаром після Сьомого Вселенського собору. Зокрема, Петро Гугнивий згадується в «Повісті временних літ» та «Сказании о немеческом прельщении».